# Chip de RAM de Amiga
El Chip de RAM de Amiga fue el tipo de RAM usado en los ordenadores Amiga, que puede ser accedida por el chipset OCS y por el procesador. El chipset es capaz de realizar transferencias DMA de y a esta RAM e incluso bloquear el acceso al propio procesador mientras realiza dichas transferencias.
Por defecto, la mayoría de ordenadores Amiga solo incluían un chip de RAM, pero podían ser expandidos con Fast RAM, la cual solo podía ser accedida por el procesador, incluso cuando el chipset estaba trabajando con la Chip RAM.
La cantidad de Chip RAM varió entre distintos modelos de Amiga, aunque generalmente los modelos nuevos tenían más Chip RAM que los antiguos. El Amiga 1000 original fue el único model en tener solo 256 KB de Chip RAM. Sus sucesores más populares, el Amiga 500 y el Amiga 2000 tenían 512 KB. El Amiga 500 Plus, el 600 y el 3000 tenían 1 MB de Chip RAM, y los últimos modelos, el 1200 y el 4000 incluían 2 MB. La placa madre del Amiga 4000 incluye un puente supuestamente para incluir 8 MB de Chip RAM, pero, independientemente de la posición del puente, el ordenador solo reconoce 2 MB.

## Chip de RAM por modelo
La mayoría de sistemas Amiga llevaban un chip de RAM de serie, de entre 256 kiB y 2 MiB.
| Modelo                             | Chip RAM de serie | Chip RAM máximo | Ancho  |
| ---------------------------------- | ----------------- | --------------- | ------ |
| Amiga 1000                         | 256 KiB           | 512 KiB         | 16-bit |
| Amiga 500, Amiga 2000, CDTV        | 512 KiB – 1 MiB   | 512 KiB – 1 MiB | 16-bit |
| Amiga 500 Plus, Amiga 600          | 1 MiB             | 2 MiB           | 16-bit |
| Amiga 3000                         | 1 MiB             | 2 MiB           | 32-bit |
| Amiga 1200, Amiga 4000, Amiga CD32 | 2 MiB             | 2 MiB           | 32-bit |

- Datos: Q502600